# Дериан, Патрисия
Патрисия Дериан (англ. Patricia Murphy Derian, 12 августа 1929, Нью-Йорк, Нью-Йорк — 20 мая 2016, Чапел-Хилл, Северная Каролина), урождённая Мерфи (англ. Murphy) — североамериканская активистка за гражданские права и права человека, боровшаяся с расизмом в Миссисипи; с 1977 по 1981 год работала помощником государственного секретаря по правам человека и гуманитарным вопросам. Как вспоминала лондонская «Таймс», она была «мужественным борцом за гражданские права, сражавшейся с одними из самых жестоких диктаторов мира в роли высокопоставленного американского дипломата».

## Биография
Патрисия Мерфи родилась в Нью-Йорке и выросла в Данвилле, штат Вирджиния. Она получила образование в Школе медсестёр Университета Вирджинии, которую окончила в 1952 году. После окончания учёбы она вышла замуж за Пола Дериана и работала медсестрой. Она была сторонницей Движения за гражданские права чернокожих.
В 1959 году она переехала в Джэксон, штат Миссисипи. Там она стала волонтёром в Head Start и поддержала десегрегацию в государственных школах. Дериан помогла организовать лоялистов-демократов (не путать с Демократической партией свободы Миссисипи) как вызов полностью белой официальной делегации штата и была избрана одним из делегатов от Миссисипи на Национальном съезде Демократической партии 1968 года. Она продолжала активно бороться за гражданские права в 1970-х годах, занимая пост президента Южного регионального совета и была членом исполнительного комитета Американского союза гражданских свобод.
Во время президентских выборов 1976 года в США Дериан была заместителем директора кампании Картера-Мондейла. После того, как Джимми Картер победил на этих выборах, он назначил Дериан координатором по правам человека и гуманитарным вопросам. Однако президент Картер повысил её до должности помощника государственного секретаря по правам человека и гуманитарным вопросам с 17 августа 1977 года, и Дериан работала в этом качестве до конца президентства Дж. Картера. На этом посту и в качестве главы нового Бюро по правам человека и гуманитарным вопросам в Государственном департаменте США она работала над улучшением координации политики по гуманитарным вопросам, касающихся прав человека, беженцев и военнопленных.
В 1978 году Дериан вышла замуж за Ходдинга Картера III, который тогда был помощником государственного секретаря по связям с общественностью.
Дериан была ярым критиком Джин Киркпатрик и так называемой Доктрины Киркпатрик в 1980-х годах, которая выступала за поддержку США антикоммунистических правительств по всему миру, включая авторитарные диктатуры, если они будут согласовываться с целями Вашингтона, полагая, что их можно привести к демократии. Киркпатрик писала: «Традиционные авторитарные правительства менее репрессивны, чем революционные автократии». Дериан возражала против характеристики Киркпатрик некоторых правительств как «умеренно репрессивных», утверждая, что такой образ мышления позволяет США поддерживать «небольшие пытки» или «умеренные» тюремные сроки для политических инакомыслящих. Дериан постоянно указывала, что, когда речь идёт о правах человека, с точки зрения морали, достоверности и эффективности, «вы всегда должны играть честно».
Среди тех, кого Дериан считала недостойными поддержки США, был шах Ирана; в преддверии иранской революции она утверждала, что США не должны предлагать какую-либо помощь шаху «независимо от того, какой цели будут служить его противники».
Дериан, возглавлявшая в 1979 году делегацию Межамериканской комиссии по правам человека для расследования сообщений о широко распространённых нарушениях прав человека в Аргентине, вернулась в Буэнос-Айрес в 1985 году, чтобы дать показания на историческом процессе над хунтами. Она цитировалась в документах Архива национальной безопасности, открыто обвиняя военачальников в пытках заключённых на митинге в Аргентине в 1977 году. Аргентинский журналист Хакобо Тимерман, которого пытала хунта, приписал Дериан своё спасение от казни. 
Она поддерживала филиппинского лидера Бениньо Акино-младшего и южнокорейского диссидента Ким Дэ Чжуна (когда Ким был избран президентом, её пригласили в качестве специального гостя на его инаугурацию). В декабре 2016 года выяснилось, что Дериан удалила свои файлы Госдепартамента незадолго до инаугурации Рональда Рейгана 20 января 1981 года (который высмеивал Дериан, говоря, что она должна «пройти милю в мокасинах» военных деспотов, прежде чем критиковать их) из опасения, что его политические назначенцы «могут поделиться этими именами и информацией с репрессивными иностранными правительствами, что подвергнет её информаторов большей опасности».
В качестве основного источника разоблачения, опубликованного в октябре 1987 года в The Nation, Дериан сообщила, что в июне 1976 года госсекретарь Генри Киссинджер тайно дал «зелёный свет» одобрения новым крайне правым военным правителям Аргентины в отношении государственной террористической политики против преднамеренно раздутой левой партизанской угрозы. «Мне стало противно», сказала Дериан, узнав, что в 1977 году тогдашний американский посол в Аргентине Роберт С. Хилл сообщил ей о настоящей роли Киссинджера, «что властным взмахом руки американец может приговорить людей к смерти на основании дешёвой прихоти. Со временем я увидел следы Киссинджера во многих странах. Это было подавление демократического идеала».
Она умерла в Чапел-Хилл, Северная Каролина, 20 мая 2016 года после болезни Альцгеймера. В тот же день бывший президент Картер выступил со следующим заявлением: «Розалин и я глубоко опечалены кончиной Патрисии Дериан. Будучи высокопоставленным чиновником Госдепартамента, отвечающим за права человека во время моего правления, Патт провела сотни часов, встречаясь с жертвами и их семьями. Она стала защитником угнетённых людей во всём мире, помогая мне оказывать давление на диктатуры от Аргентины до Южной Кореи. Благодаря её решимости и эффективной защите бесчисленное количество активистов в области прав человека и демократии пережили этот период, продолжая сеять семена свободы в Латинской Америке, Азии и за их пределами. Мы выражаем глубочайшие соболезнования её мужу Ходдингу Картеру и их большой семье».

## Публикации
- Human Rights: A World Perspective (1978)
- Human Rights: The Role of Law and Lawyers: March 16, 1978, Washington, D.C OCLC 929553027
- В соавторстве с Уорреном Кристофером: Four Treaties on Human Rights (1979)
- Human Rights in Latin America (1979)
- Human Rights in Jeopardy (1980)
- Review of Human Rights in Latin America (1980)
- Human Rights in South Africa (1980)
- U.S. Commitment to Human Rights (1980)